# Stoletovskaïa
Kargopol (en russe : Столетовская) est un hameau russe situé dans le raïon de Kargopol dans le sud-ouest de l'oblast d'Arkhangelsk. Il fait partie du Nord russe, et sa population s'élevait à 36 habitants en 2012. 

## Géographie
Stoletovskaïa est située dans le coin sud-ouest de l'oblast d'Arkhangelsk, un sujet de Russie européenne qui fait partie du district fédéral du Nord-Ouest. La localité se trouve dans l'ouest du raïon de Kargopol, un des vingt-deux raïons de l'oblast. Le hameau se trouve à environ 59 kilomètres au nord-ouest du chef-lieu du raïon, la ville de Kargopol. Stoletovskaïa, comme tout l'oblast d'Arkhangelsk, est situé dans le fuseau horaire MSK (heure de Moscou). Le décalage horaire appliqué par rapport au temps universel coordonné est +03:00.
Jusqu'à la dissolution des municipalités du raïon en 2020, le hameau faisait partie de la municipalité « Petchnikovskoïe ».

## Démographie
Recensements (*) ou estimations de la population,,:
En 2002, la population était à 97 % composée de Russes.
|       | \| 2002* \| 2010* \| 2012 \| - \| \| ----- \| ----- \| ---- \| - \| \| 35 \| 29 \| 36 \| - \| |      |   |
| 2002* | 2010*                                                                                         | 2012 | - |
| 35    | 29                                                                                            | 36   | - |

## Galerie

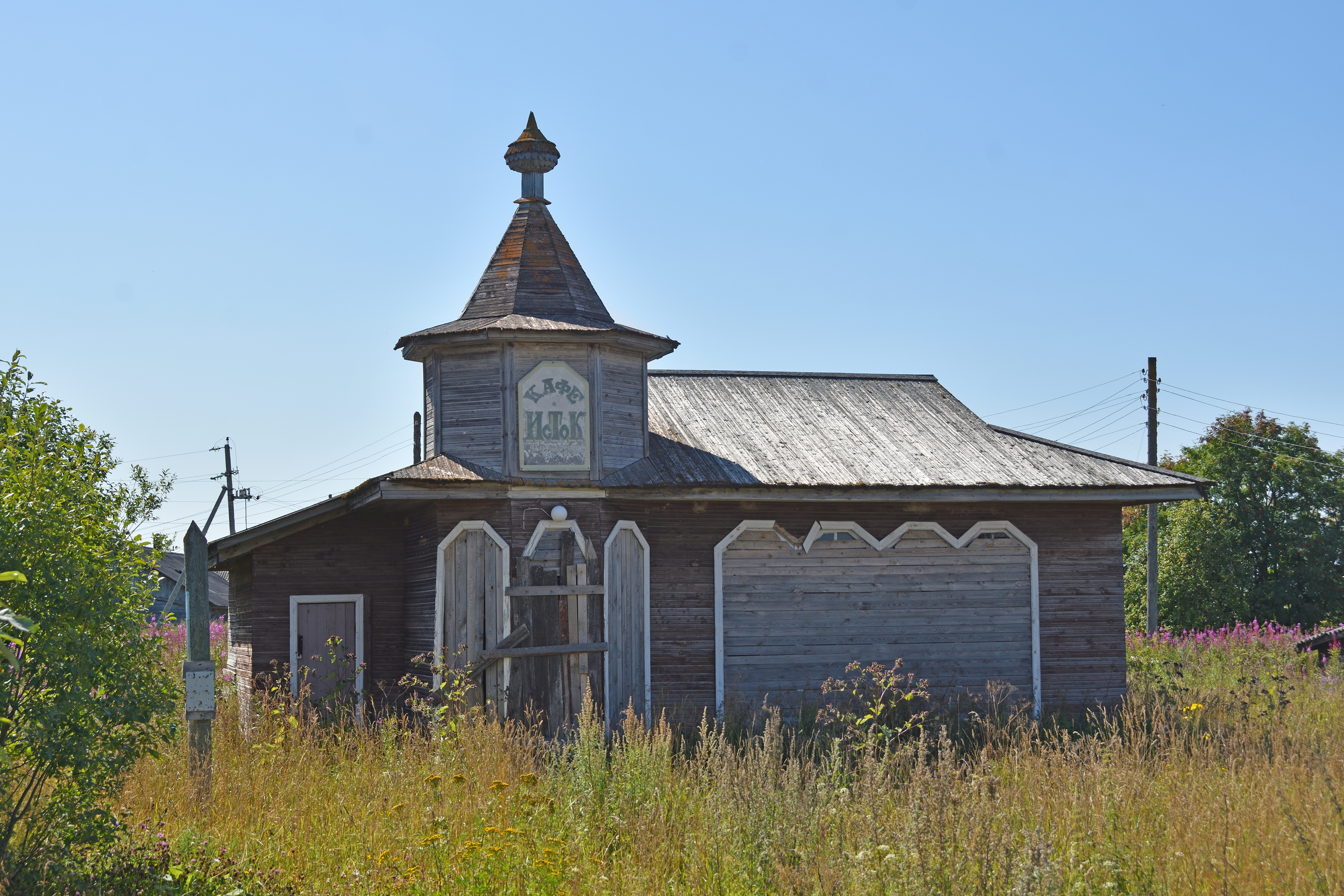
Maison en bois dans le village.
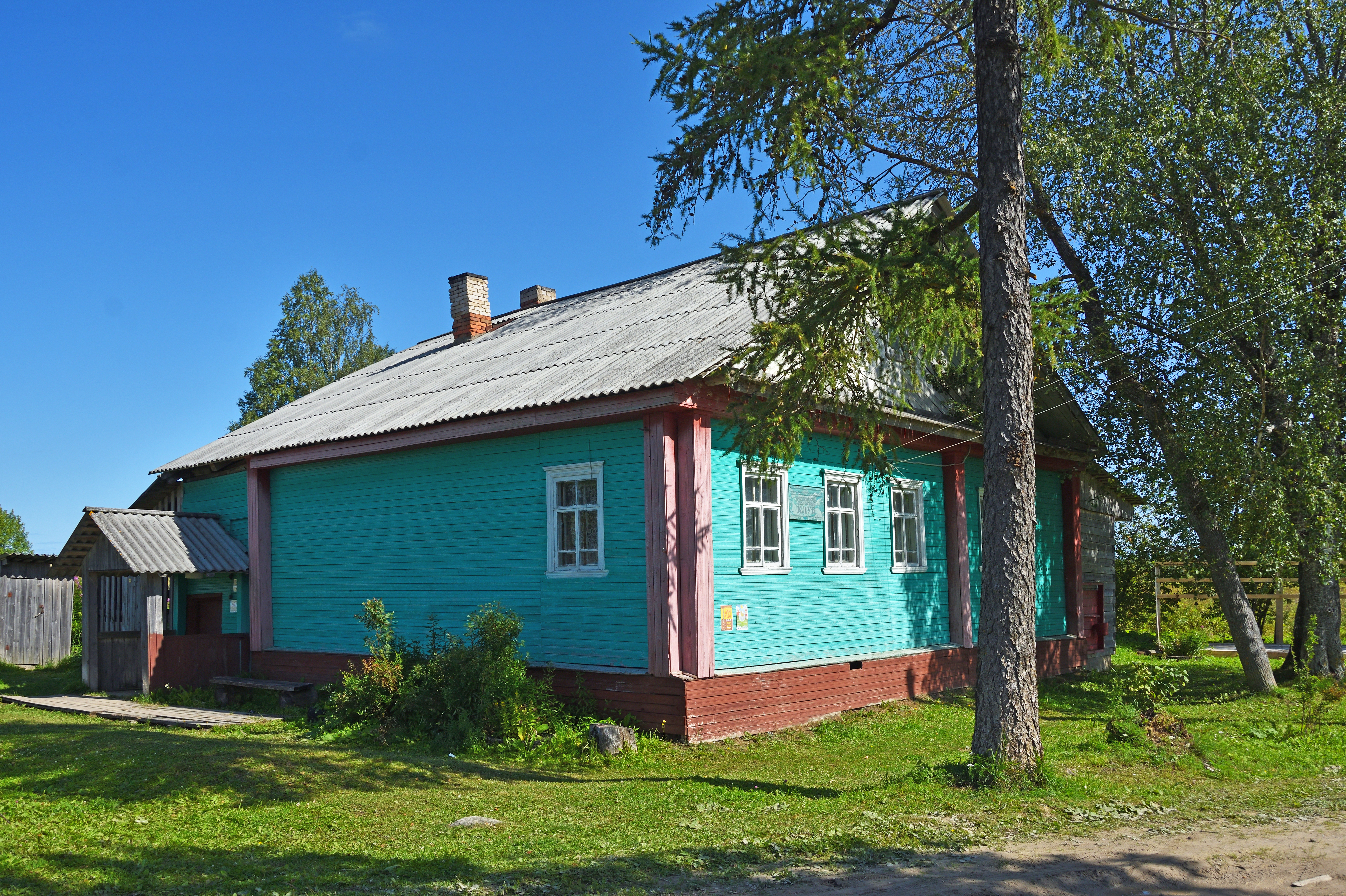
Autre maison du village.